# Phil Scott

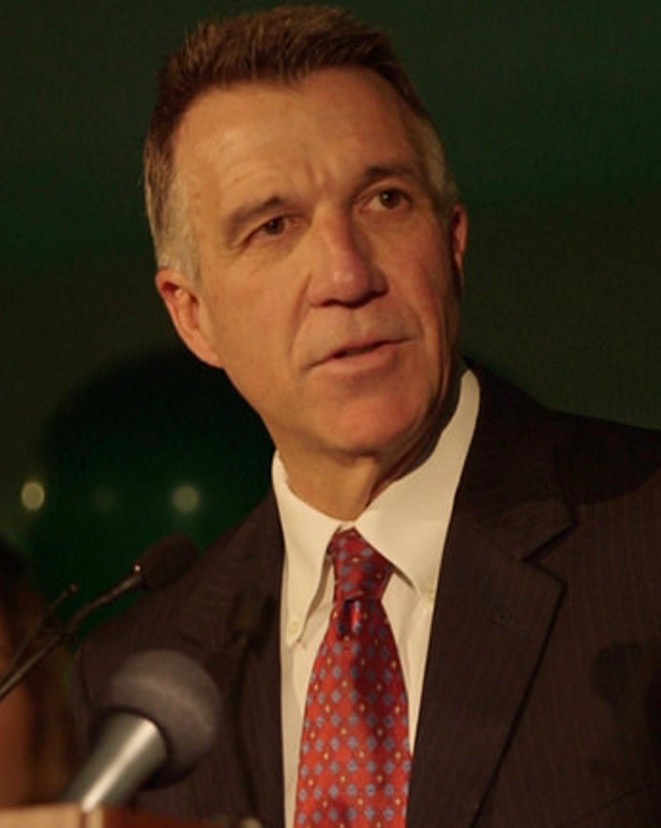
Philip Scott

Phillip „Phil“ Scott (* 4. August 1958 in Barre, Vermont) ist ein US-amerikanischer Politiker der Republikanischen Partei. Seit 2017 ist er Gouverneur Vermonts. Zuvor war der frühere Unternehmer und Rennfahrer ab 2000 Staatssenator und ab 2011 Vizegouverneur des Bundesstaates.

## Leben
Phil Scott wurde in Barre, Vermont geboren. Seinen Abschluss machte er an der University of Vermont, dort erwarb er den Bachelor of Science. Seit 1996 ist er Miteigentümer der Firma DuBois Construction in Middlesex. Scott ist Stockcar-Fahrer und fährt Thunder-Road-Rennen. In den Jahren 1996 und 1998 war er Champion der Thunder Road Late Model Series und in den Jahren 1997 und 1999 des Thunder Road Milk Bowls. Im Jahr 2002 gewann er die Thunder Road and Airborne LMS track championships und die American Canadian Tour championship zum dritten Mal. Zurzeit ist er mit 26 Siegen der Fahrer mit den meisten Siegen in der modernen Zeit des Stockcars.
Als Mitglied der Republikanischen Partei Vermonts saß er für das Washington County von 2000 bis 2010 im Senat von Vermont. Dort war er Mitglied im Transportation Committee und Vorsitzender des Institutions Committee. 
Ab 2011 war Scott Vizegouverneur Vermonts. Im September 2015 kündigte er an, bei der Wahl 2016 für das Amt des Gouverneurs seines Staates zu kandidieren. Er siegte am 8. November 2016 gegen die demokratische Kandidatin Sue Minter und trat das Amt im Januar 2017 an.
Im September 2019 war er der erste Gouverneur seiner Partei, der das Amtsenthebungsverfahren gegen Präsident Trump unterstützte, das die Demokraten im Kongress wegen Trumps Versuch angestrengt hatten, den ukrainischen Präsidenten dazu zu bewegen, gegen seinen politischen Gegner Joe Biden zu ermitteln.
Im November 2020 wurde er für eine weitere zweijährige Amtszeit wiedergewählt.
Scott war dreimal verheiratet, zuerst mit Jane Manosh und später mit Angela Wright. Scott lebt in Berlin (Vermont). Er ist verheiratet mit Diana McTeague Scott und hat zwei Töchter.